# Zouafques
Zouafques é uma comuna francesa na região administrativa de Altos da França, no departamento de Pas-de-Calais. Estende-se por uma área de 3,93 km². Em 2010 a comuna tinha 604 habitantes (densidade: 153,7 hab./km²).